# Villanuño de Valdavia
Villanuño de Valdavia ist ein Ort und eine nordspanische Gemeinde (municipio) mit 93 Einwohnern (Stand: 2024) in der Provinz Palencia der Autonomen Gemeinschaft Kastilien-León. Neben dem Hauptort Villanuño de Valdavia gehört die Ortschaft Arenillas de Nuño Pérez zur Gemeinde. 

## Lage und Klima
Villanuño de Valdavia liegt in der altkastilischen Meseta in einer Höhe von ca. 835 m. Die Provinzhauptstadt Palencia befindet sich gut 50 km (Fahrtstrecke) südlich. Das Klima im Winter ist kühl, im Sommer dagegen trotz der Höhenlage gemäßigt bis warm; Niederschläge (ca. 618 mm/Jahr) fallen überwiegend im Winterhalbjahr.

## Bevölkerungsentwicklung
| Jahr      | 1970 | 1981 | 1991 | 2001 | 2011 | 2021 |
| Einwohner | 288  | 201  | 145  | 127  | 100  | 92   |

## Sehenswürdigkeiten
- Euphemienkirche in Villanuño de Valdavia
- Christopheruskirche in Arenillas de Nuño Pérez
- Eugenienkapelle
- Christuskapelle in Arenillas de Nuño Pérez

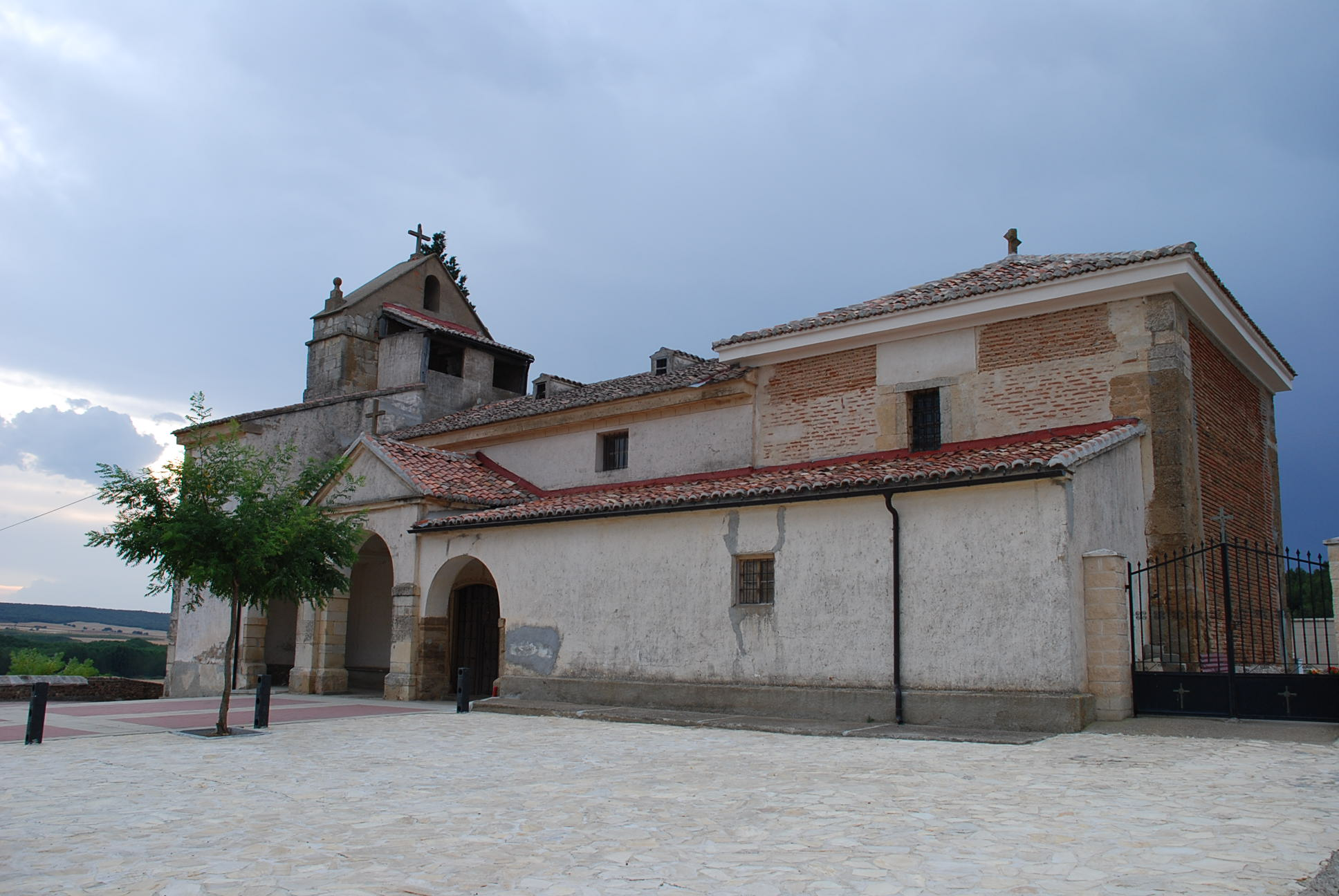
Euphemienkirche
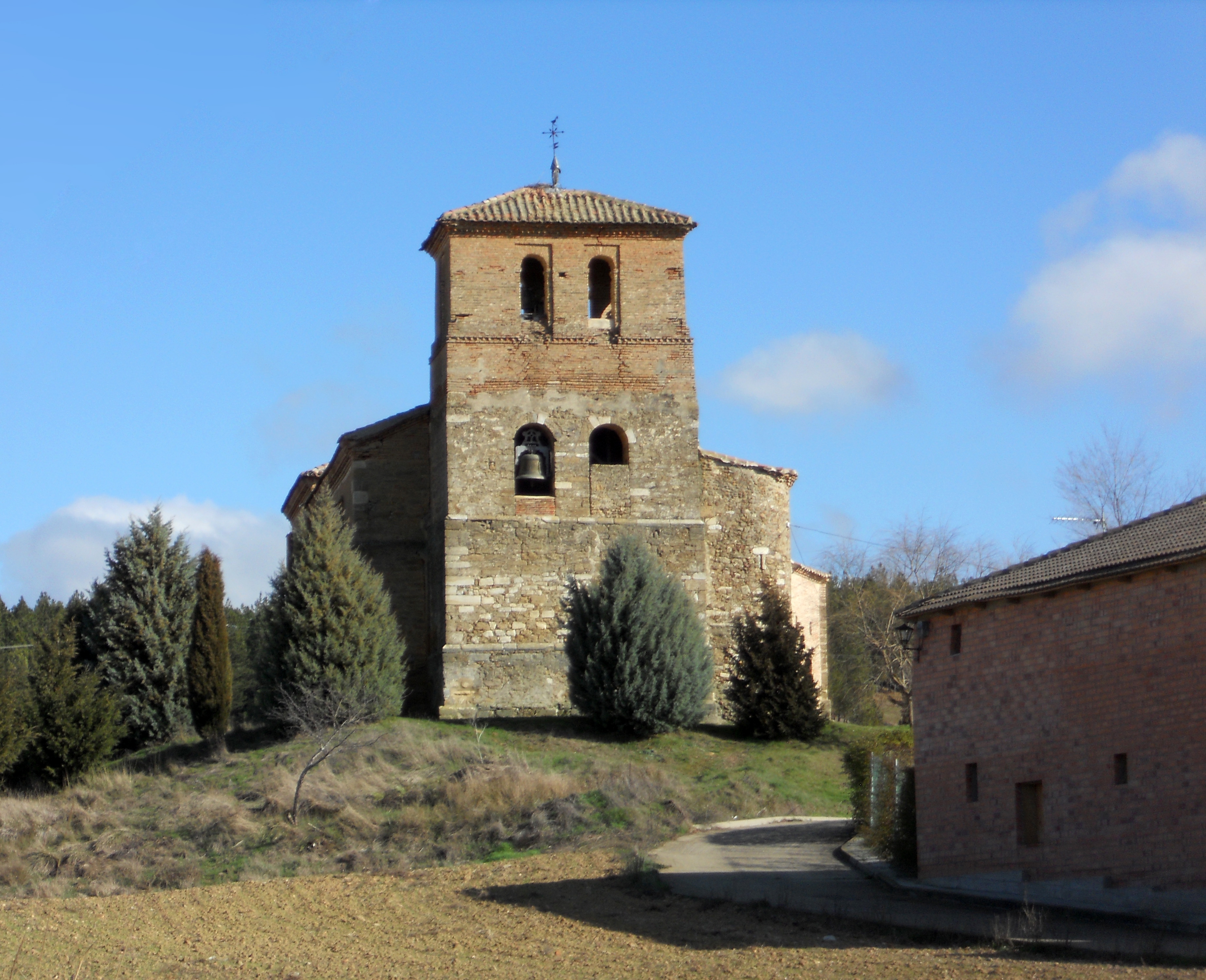
Christopheruskirche
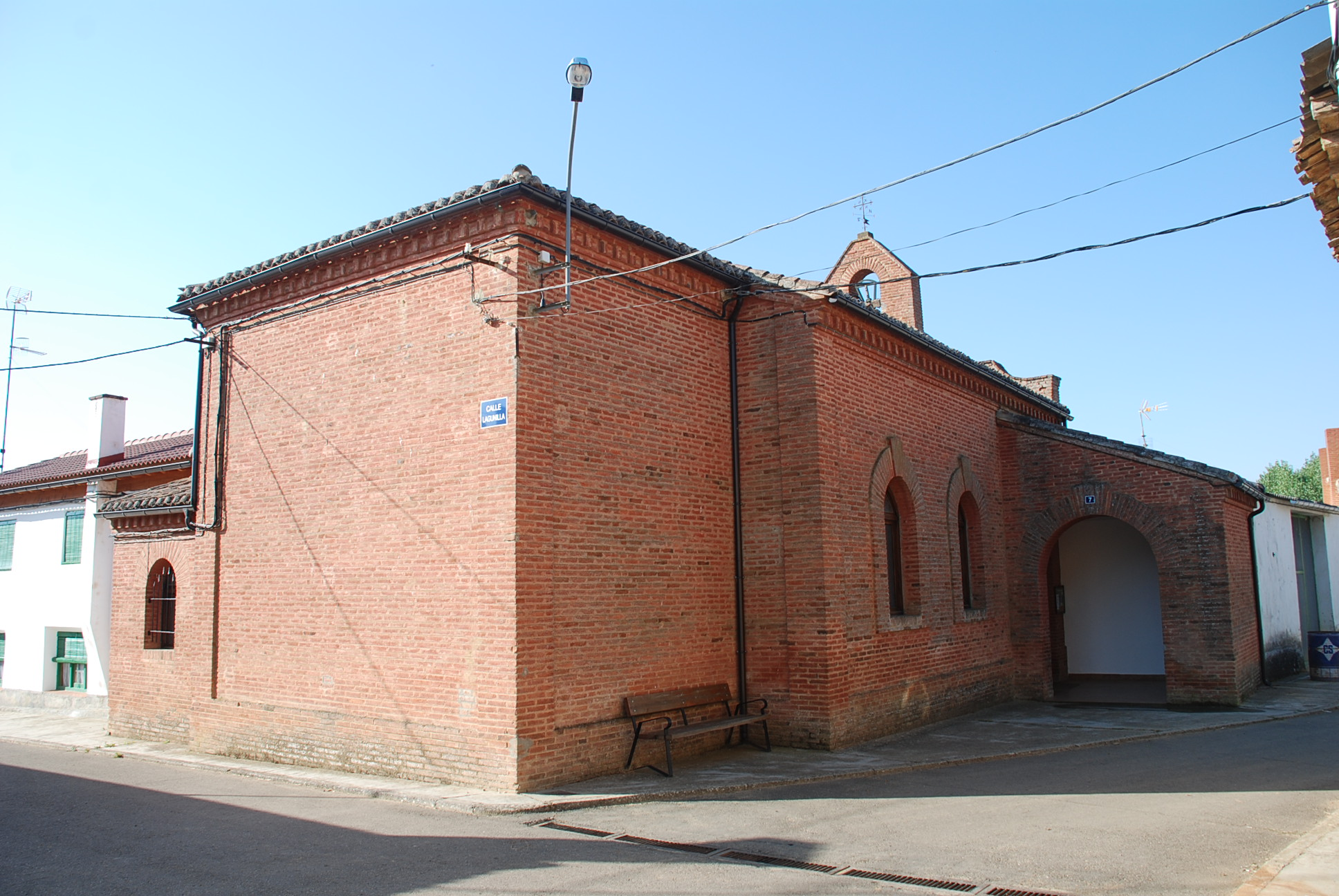
Eugenienkapelle
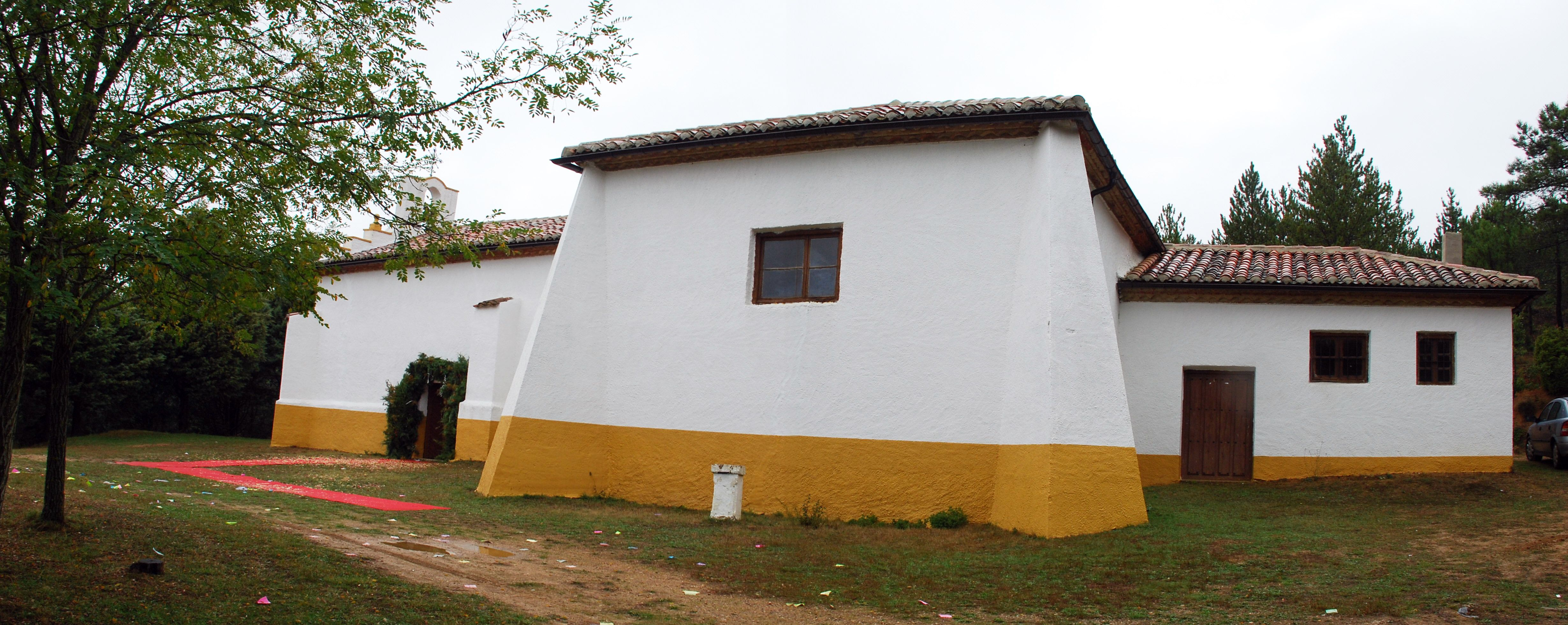
Christuskapelle
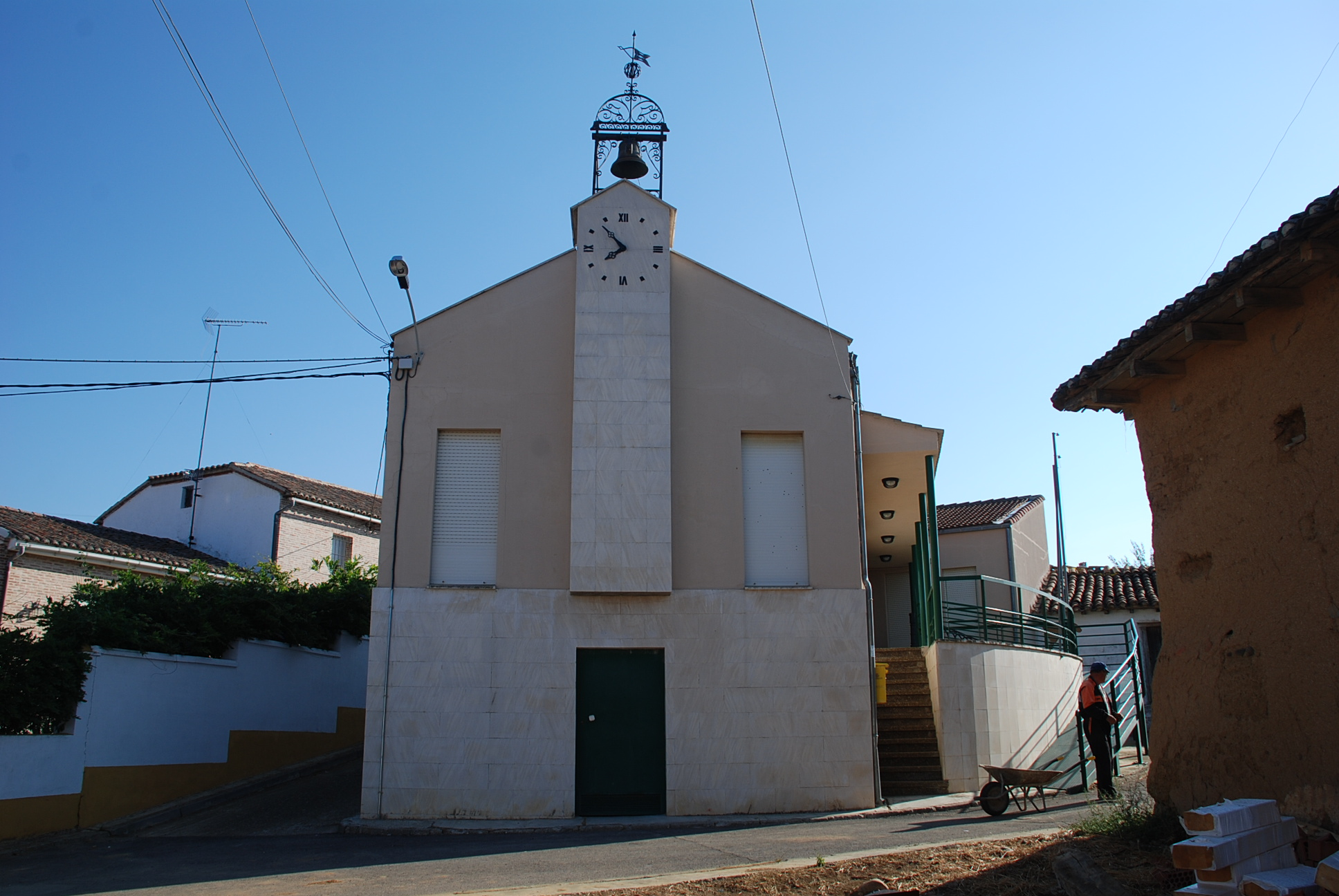
Rathaus